# Gives You Strength
Gives You Strength è il primo EP della punk rock band statunitense $wingin' Utter$ pubblicato nel 1992.

## Tracce
1. L.O.V.E. I Hate You
2. All Laced Up
3. Expletive Deleted
4. Sounds Wrong
5. Could You Lie?

## Formazione
- Johnny Bonnel - voce
- Max Huber - chitarra
- Greg McEntee - batteria
- Kevin Wickersham - basso
- Darius Koski - chitarra, voce